# کارولتون (ایلینوی)
کارولتون، ایلینوی (به انگلیسی: Carrollton, Illinois) یک شهر در ایالات متحده آمریکا با جمعیت ۲٬۶۰۵ نفر است که در ایلی‌نوی واقع شده‌است.

## موقعیت جغرافیایی
موقعیت جغرافیایی شهرها و مناطق اطراف به شرح زیر است: